# 고령가 소년 살인 사건
《고령가 소년 살인 사건》(牯嶺街少年殺人事件)은 1991년에 개봉한 대만의 영화이다.

## 줄거리
1960년 일제식민통치의 그늘이 여전히 남아 있는 대만 사회, 14살 소년 샤오쓰(장첸 분)는 국어 성적이 나쁘다는 이유로 중학교 주간부에서 야간부로 반을 옮기게 되고 ‘소공원’파와 어울려 다닌다. 그러던 중 샤오쓰는 양호실에서 밍(양정의 분)이라는 이름의 소녀를 만나게 된다. 소녀는 ‘소공원’파의 보스 허니의 여자로 허니는 샤오밍을 차지하기 위해 경쟁조직인 ‘217’파의 보스를 죽이고 은둔 중이다. 보스의 부재로 통제력을 상실한 ‘소공원’파는 보스 자리를 두고 혼란에 빠지고 돌연 허니가 돌아오게 되면서 ‘소공원’파 내부와 ‘217’파간의 대립이 격해진다. 그리고 밍을 사랑하게 된 샤오쓰도 이들의 싸움에 휘말리게 된다.

## 출연진
- 장첸 - 샤오쓰 역
- 양정의 - 밍 역
- 장국주 - 아빠/장 거 역
- 금연령 - 엄마/금노사 역
- 왕연 - 큰 누나/장 연 역
- 장한 - 형/장 한 역
- 치앙시우청 - 둘째 누나/장 경 역
- 왕계찬 - 캣 역
- 가우륜 - 비행기 역
- 진굉우 - 슬라이 역
- 임홍명 - 허니 역
- 담지강 - 샤오마 역
- 천샹치
- 이용우
- 왕야민